# Біркебейнери

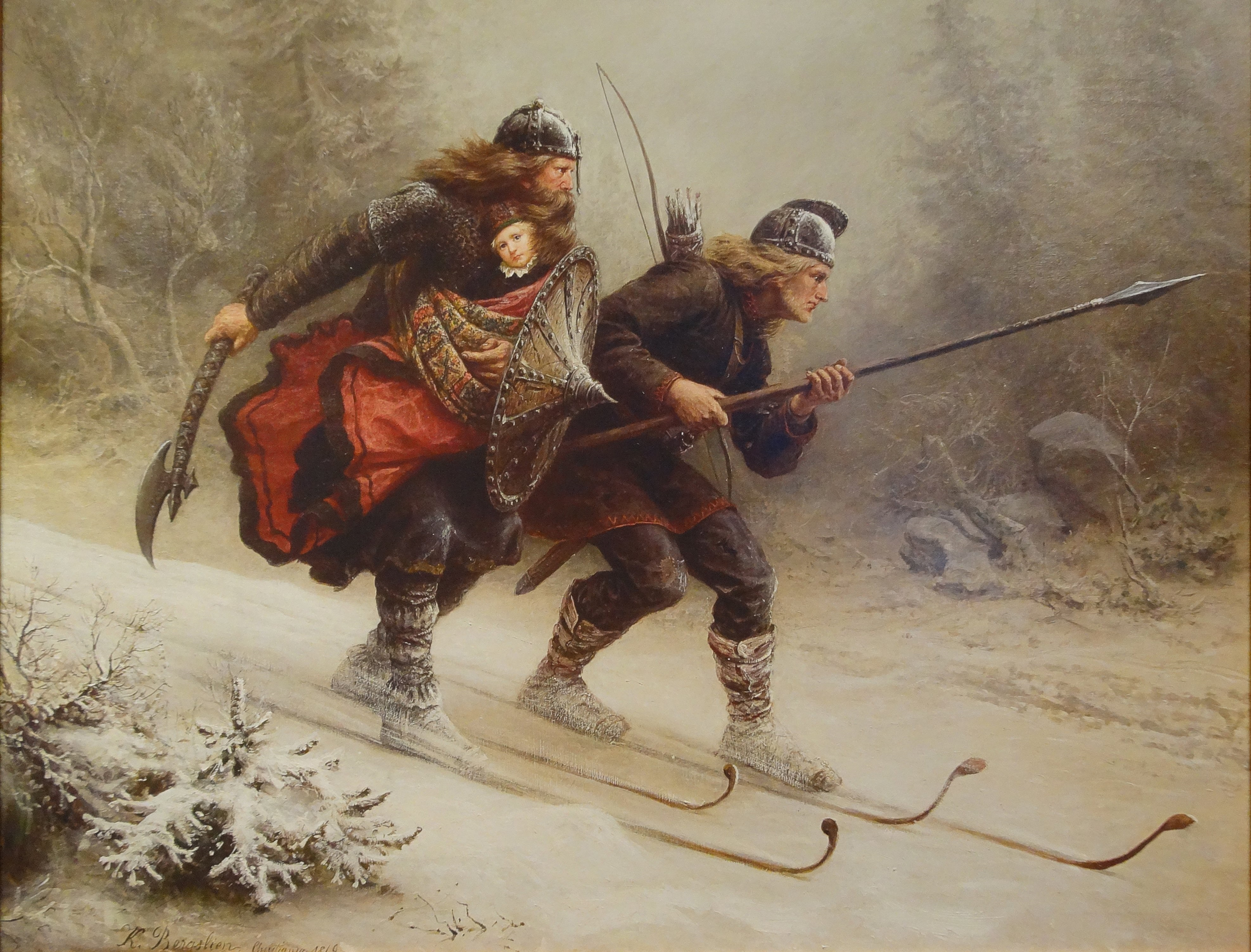
Кнуд Бергслін. «Біркебейнери Торстейн Скевла і Ск'єрвальд Скрукка спасають на лижах
майбутнього короля Норвегії Хокона IV Хоконссона». 1869 р.

Біркебейнер, біркебейни (норв. Birkebeinerne — «берестоногі») — назва повстанців та політичної партії в Епоху громадянських війн в Норвегії XII–XIII ст., названа так їхніми суперниками через бідне озброєння. Пізніше це назвисько стане почесним.

## Передісторія
З соціально-історичної точки зору деякі вчені стверджують, що утворення цієї партії відбулося в результаті швидкого зростання безземельних маркаменів (тобто «мешканців прикордоння»), які оселилися уздовж шведського кордону і здійснювали набіги та розкрадання багатих старих поселень. Це було беззаконне населення, яке стало основою Біркебейнерів. Вчені сумніваються чи справді їхні лідери носили взуття з березової кори.
За версією відомого норвезького історика Петера Андреаса Мунка (1810—1863) «Переслідування, які вчинив Ерлінг на потомків і однодумців одного з претендентів на престіл Харальда Гілле, створили цілу групу людей, поставлених поза законом, що шукали прихистку в прикордонних лісах. Саме в результаті цих подій, за словами, Мунка і виник загін воїнів, що отримали свою назву — „берестяноногі“. Серед них були люди, що втратили своїх батьків і родичів в ході міжусобної війни, без приватної власності і тому рішучі битись проти ярла Ерлінга. На початку це була лише горстка відчайдушних воїнів, але під керівництвом лідера Сверрір здійснили перетворення держави і надали новий характер всьому внутрішньому житті Норвегії».

## Створення
Партія була створена в 1174 році навколо одного з претендентів на норвезький престіл — Ейстейна III. Сформувалась з деяких попередніх груп, першою метою, яких було позбавлення влади короля Маґнуса V Ерлінґссона та його батька Ерла Ерлінга Скакке (Кривого).
Після вбивства Ейстейна в 1177 р. в битві при Ре, залишки біркебейнерів, втекли в Вермланд та вибрали вождем Сверріра Сіґурдссона, після появи, якого внутрішня боротьба в Норвегії досягла піку жорстокості.
Повстанці повернулись в Норвегію, де перемогли хеклунгів Ерлінга Кривого (норв. Erling Skakke) поблизу Тронгейму (1179).
У 1184 р. Сверрір, завдяки підтримці частини бондів стає королем та відміняє всі привілеї церкви і виганяє з Норвегії єпископів. Засновує нову династію — норв. Sverre-ætt.
У 1188 р. перемога над кувлунгами («чернечі капішони») в Бергені.
В 1190 р. відбулась перемога над варбелгами («обшарпанці») та ейарскегами (1194) при цьому біркебейнери перетворились на дисципліноване і досвідчене військо. Після цього перемогли ще баглерів («посошники»), слиттунгів («обірванці») і риббунгів («розбійники»).
В 1190-ті частина біркебейнерів захопила багатства аристократів, землі та державні посади і остаточно відмежувалася від простонародних верств населення, представляючи собою з цього часу партію нового, служилого дворянства і прихильників сильної центральної влади. У цю партію увійшли також і вихідці з багатої і впливової верхівки тронгеймських бондів, що послужило повстанню селянства вже проти них.

### Тактика
Успіх біркебейнерів лежить в їхній стратегії, яка була розроблена в основному їхнім лідером Сверріром, яка була дуже близькою до сьогоднішньої партизанської тактики. Стиль ведення війни Сверрір відійшов від традиційної бойової лінії бійців з королівським знаком на вершині. Він розділив свої війська у вигляді малих, і дуже рухливих підрозділів. Хоч деякі дослідники вважають це проявом боягузства.

## Пам'ять

Герб Ліллехаммера

Норвезька історія пам'ятає хоробрість біркебейнерів, які в 1206 р. зберегли життя внука Сверріра, подолавши на лижах 54 км небезпечної та важкої дороги та спасли дворічного хлопчика, який пізніше став королем Гоконом IV Старим, який завершив громадянські війни в 1240 році. Доказом цього є численні витвори мистецтва.

### Біркебейнський біг
Сьогодні історична подія порятунку Гокона Гоконсона відзначена в Норвегії трьома щорічними спортивними подіями: бігом (норв. Birkebeinerløpet); гонкою гірських велосипедів (норв. Birkebeinerrittet); бігові лижі норв. Birkebeinerrennet і, починаючи з 2012 року, дорожня велосипедна гонка (англ. Landeveisbirken).
Загальною вимогою для велосипедних і лижних подій є нести рюкзак вагою 3,5 кг як нагадування про дитину, яку біркебейнери нести в дорозі. У Рене починаються велосипедні та лижні події, а всі три події закінчуються в Ліллехаммері. Також існують гірськолижні перегони, які проводяться у Хейворд- Вісконсині (США) («американський Birkebeiner»), в Едмонтоні (Канада) та у Фоллс-Крік (Австралія).

### В літературі
- «Сага про Сверріра» (автор не визначений) — одна з ісландських «королівських саг»
- «Сага про баглерів» (автор невідомий) — ісландська сага
- «Улав, син Аудуна з Хествікена» — історичний роман Сігрід Унсет.

### В кіно
- «Біркебейнери» (Birkebeinerne) — режисер Нільс Гауп (Норвегія, 2016)

## Королі від партії біркебейнерів
- Ейстейн III — король в 1176—1177 рр.
- Сверрір Сігурдссон — король в 1184—1202 рр.
- Гокон Сверрессон — король в 1202—1204 рр.
- Гутторм I Сигурдссон — король в 1204 р.
- Інге III Бордссон — король в 1204—1217 рр.